# Vedisk matematik
Vedisk matematik är en påstådd tillämpning av innehållet i de indiska Veda-skrifterna. Genom att muntligen använda 16 formler, så kallade sutra, var och en bara en kort mening som man enkelt kommer ihåg, kan användaren (skenbart) lösa komplicerade matematiska problem. Formlerna hävdas i en bok av den hinduiske prästen Bharati Krishna Tirthaji ursprungligen ha skrivits på sanskrit, men detta saknar stöd.

## Historia
Under åren 1911-1918 hävdade Shri Bharati Krishna Tirthaji (1884-1960) att han återupptäckt vedisk matematik genom studier av de urgamla vediska skrifterna. Att han kallade matematiken "vedisk" har varit kontroversiellt bland indiska matematiker som ifrågasätter både det vediska ursprunget och ifall sutrorna i fråga verkligen täcker hela matematiken.
Den vediska matematiken erbjuder dock enkla och kraftfulla alternativa lösningar på vissa algebraiska och aritmetiska problem (oftast heltalsmultiplikation inom det decimala talsystemet) och kan vara nyttig inom skolundervisningen i matematik.[källa behövs]
Vedisk matematik har likheter med Trachtenbergs system, ett annat system för huvudräkning som uppfanns av Jakow Trachtenberg då han var fånge i ett nazistiskt koncentrationsläger under andra världskriget.

## De olikasutrorna(satserna)
- Alla från nio och den sista från tio
- Vertikalt och korsvis
- Proportionalitet
- Med addition och subtraktion
- Eliminera och bevara växelvis
- Med enbart observation
- Använd medelvärdet
- Transponera och applicera
- Den ena i proportion - den andra noll
- När "Samuccaya" är lika, är "Samuccaya" lika med noll
- Den första med den första och den sista med den sista
- Fullständig eller ofullständig
- Med ett mer än föregående
- Produkten av summan är summan av produkterna
- Enbart de sista termerna
- Kalkyl

## Exempel
- Alla från nio och den sista från tio:

Sök produkten 87 · 97.

Båda är nära basen 100, använd således denna bas.

Skriv talen under varandra, och skriv differenserna (från basen 100) till höger om dem.
87      -13

97   -03
84  \   39
Eftersom talen är mindre än 100 blir avvikelserna negativa.
 Avvikelserna beräknas med hjälp av Alla från nio och den sista från tio. För talet 97 blir det således 9-9=0 och sista från tio, 7-10=-3, vilket ger -03. Lika gäller för talet 87, alltså 8-9=-1 och 7-10=-3, vilket ger -13.
Den vänstra delen av talet (84) fås genom att korsvis subtrahera, det vill säga 87-03 eller 97-13. Båda resulterar i talet 84.

Den högra delen av talet erhålls genom vertikal multiplikation av avvikelserna, det vill säga (-13)·(-03)=39.

Således är 87 · 97 = 8439.